# Цикли Кондратьєва

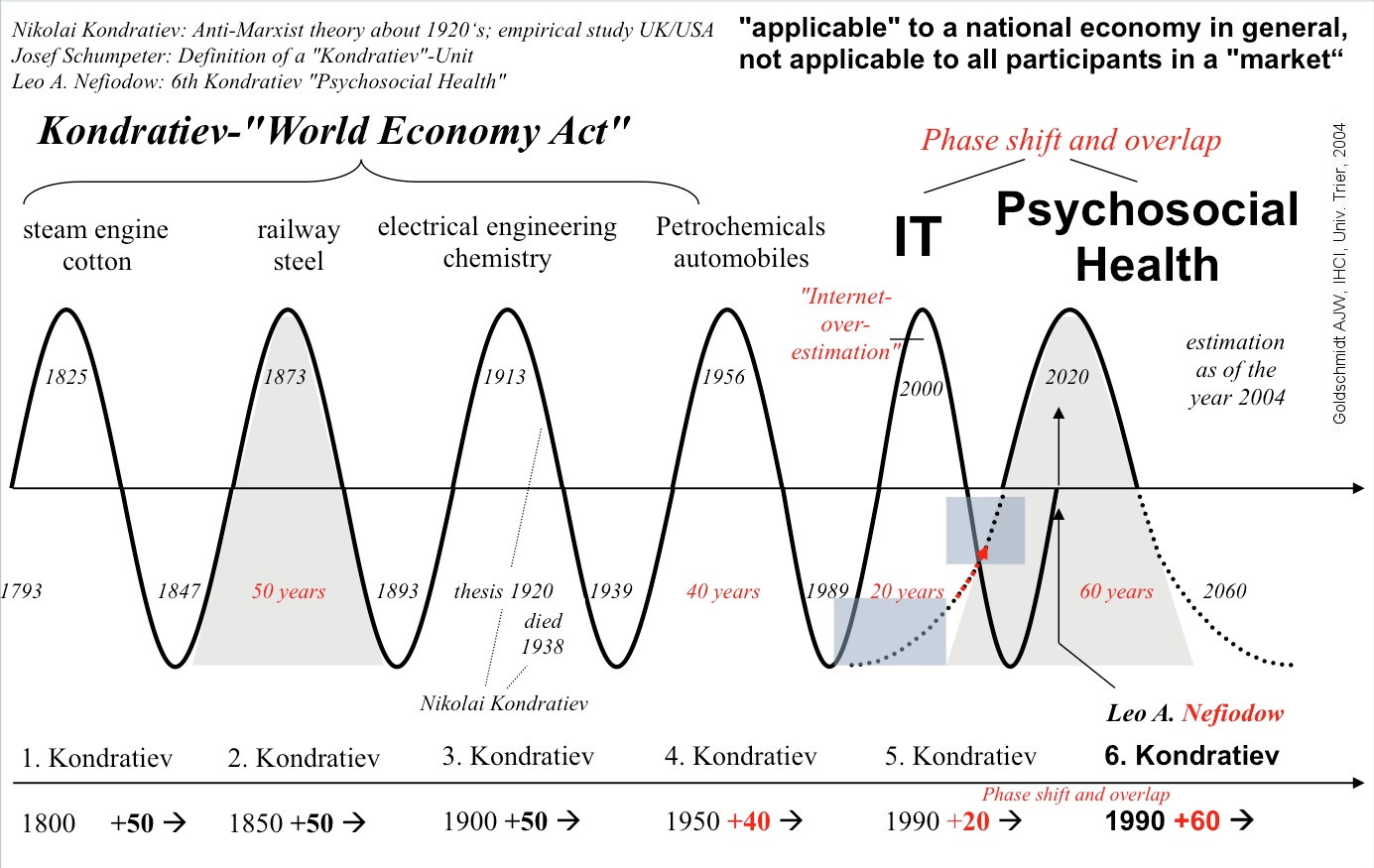
Цикли Кондратьєва

Цикли Кондратьєва (К-цикли, або К-хвилі) — періодичні цикли підйомів, що змінюються, і спадів сучасної світової економіки тривалістю 48-55 років, описані у 1920-ті роки Миколою Кондратьєвим.
Концепція активно досліджується і розвивається протягом всього часу існування, проте широкого консенсусу в співтоваристві учених-економістів щодо її практичної застосовності не досягнуто: багато дослідників (особливо в Росії) широко використовують кондратьєвські цикли у своїх дослідженнях, проте значна частина економістів їх не розглядає або прямо відкидає існування таких циклів.

## Історія
У 1922 році Кондратьєв опублікував спостереження, згідно з яким в довгостроковій динаміці деяких економічних індикаторів спостерігається певна циклічна регулярність, в ході якої на зміну фазам зростання відповідних показників приходять фази їх відносного спаду з характерним періодом цих довгострокових коливань близько 50 років і в подальшому розвинув, охарактеризував і обґрунтував виявлену закономірність. Дослідження і висновки Кондратьєва ґрунтувалися на емпіричному аналізі великого числа економічних показників різних країн на досить тривалих проміжках часу, що охоплювали 100–150 років, серед вивчених показників — індекси цін, державні боргові папери, номінальна заробітна плата, показники зовнішньоторгового обігу, видобуток вугілля, золота, виробництво свинцю, чавуну.
Основний опонент Кондратьєва в 1920-ті-1930-ті роки — Дмитро Опарін, він вказував на те, що часові ряди досліджених економічних показників, хоча і дають великі або менші відхилення від середньої величини в ту або іншу сторону в різні періоди економічного життя, але характер цих відхилень як за окремим показником, так і по кореляції показників, не дозволяє виділити строгу циклічність. Інші опоненти вказували на відступи Кондратьєва від марксизму, зокрема використання їм для пояснення циклів кількісної теорії грошей, а не соціальних механізмів (Лев Троцький, наприклад, в роботі «О кривой капиталистического развития» стверджував, що періоди занепаду і підйому капіталістичного господарства в довгостроковій перспективі обумовлені більшою або меншою напруженістю класової боротьби).
Основний вклад в популяризацію ідей Кондратьєва вніс Йозеф Шумпетер — саме він і ввів термін «кондратьєвські хвилі», розглянувши в 1939 році закономірність, виявлену Кондратьєвим, укупі з 7-11-річними циклами виробництва і зайнятості.
Інтерес до досліджень Кондратьєва в середовищі російських економістів поновився після роботи Станіслава Меньшикова «Длинные волны в экономике. Когда общество меняет кожу» 1989 року. Серед учених кінця XX — початку XXI століть, що застосовують | кондратьєвські цикли у своїх дослідженнях, — Аскар Акаев, Бадалян Лусіне Гайківна Лусіне Бадалян, Віктор Криворотов, Сергій Глазьєв, Дмитро Львов.

## Концепція
Характерний період кондратьєвських хвиль — 50 років з можливим відхиленням в 10 років (від 40 до 60 років), цикли складаються з фаз відносно високих і відносно низьких темпів економічного зростання, що чергуються. Кондратьєв відмітив чотири емпіричні закономірності у розвитку великих циклів.
Перша — перед початком підвищувальної хвилі кожного великого циклу, а іноді на самому початку її спостерігаються значні зміни в умовах господарського життя суспільства. Зміни виражаються у технічних винаходах і відкриттях, в зміні умов грошового обігу, в посиленні ролі нових країн у світовому господарському житті. Вказані зміни в тому або іншому ступені відбуваються постійно, але, за твердженням Кондратьєва, вони протікають нерівномірно і найбільш інтенсивно виражені перед початком підвищувальних хвиль великих циклів і на їх початку.
Друга — періоди підвищувальних хвиль великих циклів, як правило, значно багатіше великими соціальними потрясіннями і переворотами в житті суспільства (революції, війни), ніж періоди понижувальних хвиль.
Третя — понижувальні хвилі цих великих циклів супроводжуються тривалою депресією сільського господарства.
Четверта — великі цикли економічної кон'юнктури виявляються в тому ж єдиному процесі динаміки економічного розвитку, в якому виявляються і середні цикли з їх фазами підйому, кризи і депресії.
Шумпетером встановлений зв'язок між довгими циклами Кондратьєва і середньостроковими циклами Жюгляра. Існує думка, що відносна правильність чергування підвищувальних і понижуючих фаз кондратьевских хвиль (кожна фаза 20-30 років) визначається характером групи довколишніх середньострокових циклів. Під час підвищувальної фази кондратьєвської хвилі швидке розширення економіки неминуче приводить суспільство до необхідності зміни. Але можливості зміни суспільства відстають від вимог економіки, тому розвиток переходить в понижувальну В-фазу, впродовж якої кризово-депресивні явища і труднощі примушують перебудовувати економічні і інші стосунки.

## Датування хвиль

Для періоду після промислової революції зазвичай виділяються наступні кондратьєвські хвилі:
- 1-й цикл — з 1803 до 1841–1843 років (відмічені моменти мінімумів економічних показників світової економіки);
- 2-й цикл — з 1844–1851 до 1890–1896 років;
- 3-й цикл — з 1891–1896 до 1945–1947 років;
- 4-й цикл — з 1945–1947 до 1981–1983 років;
- 5-й цикл — з 1981–1983 до ~2018 років (прогноз);
- 6-й цикл — з ~2018 до ~ 2060 (прогноз)[7].

Проте є відмінності в датуванні «посткондратьєвських» циклів, наприклад, також наводяться наступні межі початку і кінця «посткондратьєвських» хвиль:
- 3-й цикл: 1890–1896 — 1939–1950;
- 4-й цикл: 1939–1950 — 1984–1991;
- 5-й цикл: 1984–1991 — ?

## Співвідношення з технологічними устроями
Багато дослідників зв'язують зміну хвиль з технологічними устроями. Проривні технології відкривають можливості для розширення виробництва і формують нові сектори економіки, що утворюють новий технологічний устрій. Крім того, кондратьєвські хвилі є однією з найважливіших форм реалізації індустріальних принципів виробництва.
Зведена система кондратьєвських хвиль і технологічних устроїв, що відповідають їм, виглядає таким чином:
- 1-й цикл — текстильні фабрики, промислове використання кам'яного вугілля;
- 2-й цикл — вуглевидобування і чорна металургія, залізничне будівництво, паровий двигун;
- 3-й цикл — важке машинобудування, електроенергетика, неорганічна хімія, виробництво сталі і електричних двигунів;
- 4-й цикл — виробництво автомобілів і інших машин, хімічна промисловість, нафтопереробка і двигуни внутрішнього згорання, масове виробництво;
- 5-й цикл — розвиток електроніки, робототехники, обчислювальної, лазерної і телекомунікаційної техніки;
- 6-й цикл — можливо, NBIC- конвергенція (конвергенція нано-, біо-, інформаційних і когнітивних технологій)[10].

## Ресурси Інтернету
- Аскар Акаев: Современный финансово-экономический кризис в свете теории кондратьевских циклов
- Long term Dow|Gold ratio
- Что представляют собой «кондратьевские циклы»?
- The Kondratieff Cycle: Real or Fabricated? by Murray N. Rothbard
- Кондратьевские волны серия ежегодных альманахов, посвященных анализу экономических циклов различной длительности